# Марков Андрій Андрійович
Андрі́й Андрі́йович Ма́рков  (*14 червня 1856, Рязань — †20 липня 1922, Петроград) — російський математик, представник петербурзької математичної школи.
Народився в Рязані. 1874 року вступив на фізико-математичний факультет Петербурзького університету, де під впливом Пафнутія Чебишова зайнявся теорією неперервних дробів і теорією чисел.
У 1884-му Марков захистив докторську дисертацію, присвячену неперервним дробам, у якій довів і узагальнив деякі нерівності Чебишова, опубліковані раніше без доведень. Маркову належать також численні роботи з різноманітних розділів математичного аналізу. У 1890-му за глибокі наукові дослідження Марков був обраний академіком Петербурзької академії наук. З кінця 1890-х років головним предметом досліджень вченого стала теорія ймовірностей. Тут він продовжив роботу свого вчителя П. Л. Чебишова і ввів новий об'єкт дослідження — послідовності залежних випадкових величин, що отримали надалі назву ланцюгів Маркова. Так називають послідовності випадкових величин, для яких ймовірність появи того чи іншого значення на (k + 1)-му кроці залежить лише від того, яке значення ця величина прийняла на k-му кроці, і не залежить від значень величини на 1-му, 2-му,…, (k — 1)-му кроках.
Марковські ланцюги відразу після відкриття не знайшли практичного застосування, і вченому довелося застосовувати свої результати до розподілу голосних і приголосних букв у поемі О. С. Пушкіна «Євгеній Онєгін». Адже за приголосною часто йде голосна, а за голосною — приголосна, і в першому наближенні можна вважати, що ймовірність появи голосної на (k + 1)-му місці залежить лише від того, голосною чи приголосною є буква на k-му місці. Але, як завжди буває з глибокими науковими результатами, надалі було виявлено набагато важливіші для практики області застосування марковських ланцюгів (наприклад, теорія масового обслуговування). З теорії марковських ланцюгів виникла загальна теорія випадкових процесів, яка застосовується при вивченні лавинних процесів та інших проблем.
Марков виступав проти спроб підпорядкувати викладання математики в школі релігійним поглядам. Різкі випади проти віри містяться в підручнику Маркова «Числення ймовірностей». Після виходу книги вченого звинуватили в безбожництві і «підриві основ».
На честь вченого названо астероїд 27514 Марков.

## Виноски
1. 1 2 3  Марков Андрей Андреевич (русский математик) // Большая советская энциклопедия: [в 30 т.] / под ред. А. М. Прохорова — 3-е изд. — Москва: Советская энциклопедия, 1974. — Т. 15 : Ломбард — Мезитол. — С. 379.
2. 1 2  Архів історії математики Мактьютор — 1994.
3. ↑  Енциклопедія Брокгауз
4. 1 2 3 4 5 6 7 8 9  Математичний генеалогічний проєкт — 1997.